# REYKO
Reyko (estilizado como REYKO) es un dúo musical español formado en 2015 en Londres, compuesto por la cantante Soleil y el productor Igor.

## Trayectoria

### Comienzos
Soleil, crecida en Madrid, se mudó a Londres para trabajar de osteópata. Igor, crecido en Barcelona, se dedicó al tenis profesionalmente hasta los veintiún años, cuando decidió dejar el deporte y dedicarse a la música. Los dos empezaron a componer juntos como parte del proyecto de fin de carrera de Igor, que en ese momento cursaba un máster de producción musical en la Universidad de West London. Al poco tiempo Soleil e Igor empezaron a subir canciones regularmente a la plataforma Soundcloud.
El primer éxito llegó al duo al cabo de pocos meses, cuando una de sus canciones ”Spinning Over You» fue elegida la canción oficial para la campaña comercial de las rebajas de invierno de El Corte Inglés. La canción fue un éxito de radio en España, llegando al número uno de la lista de la emisora LOS40. El dúo acabó el 2018 siendo nominados a artista español revelación de los premios LOS40 Music Awards.
A principios del 2019, el dúo rompió lazos con su entonces sello discográfico Mushroom Pillow, después de descubrir que el sello había licenciado su música inédita sin su conocimiento. La disputa duró un año, durante el cual el dúo no fue libre de publicar nueva música y hacer actuaciones.
En abril de 2019, el dúo participó en el tributo a Descanso Dominical, el álbum más vendido del grupo español Mecano. El dúo contribuyó versionando la primera canción del disco «El Cine». El tributo fue editado por Warner Music.

### REYKO (2020-2021)
Desde agosto de 2019 hasta febrero de 2020 el dúo publicó los sencillos «Lose Myself» - el vídeo del cual fue estrenado por la revista británica Clash -, «Hierba Mala», «Don't Mention My Name», «Surrender» y «La Verdad». Todos ellos fueron el adelanto de su disco debut, que fue publicado en marzo de 2020. Segun Raúl Guillén de Jenesaispop, Soleil e Igor “han desplegado sus armas y la personalidad que se consolida en este primer trabajo de REYKO: la tenue y dulce voz de Soleil –en la escuela de Jeanette o Jane Birkin– como epicentro de canciones de una electrónica de sugerente minimalismo, que manejan con habilidad las subidas y caídas de bases, sacando un gran partido a los silencios".
En primavera del 2020 el dúo tuvo que posponer los conciertos de presentación de su disco debut a causa de la pandemia de COVID 19.
A principios del '21 el duo publicó una versión del clásico de EMF (grupo) "Unbelievable”. La versión fue incluida en uno de los trailers de la serie estadounidense de Freeform (TV channel) Cruel Summer (serie de televisión). 

### Pulse (2021-2022)
Desde septiembre '20 Reyko ha publicado los singles “The Game”, “Saturday”, y “She Said”, como adelanto de su nuevo disco. El segundo disco de REYKO “Pulse” fue publicado en octubre del 2021 y recibió criticas positivas. “Pulse” enseñaba una evolución del duo, dejando ver una dirección musical más urgente e inmediata, cobrando influencias de estilos como post-punk y electro-clash. Malvika Pavin de la revista Earmilk escribió: “diseñado para tener una energía urgente, directa e inmediata, el disco muestra al duo evolucionar hacia una mezcla de géneros innovadora y excéntrica, dejando atrás el estilo etéreo de su disco debut.
Una vez las restricciones de la pandemia se anularon en 2022, el grupo pasó la mayoría del año de gira. El dúo actuó en el Reino Unido y en países europeos como Francia, Alemania, España y Serbia. En septiembre del mismo año el dúo actuó por primera vez en la Ciudad de México, siendo ese su primer concierto en LatinoAmérica.

### Fantasía (2023-presente)
En enero de 2023, REYKO publicó su tercer disco "Fantasía". En el LP el dúo abarcó en una gran variedad de estilos, entrecruzando pop, indie-rock, acústica, electrónica y post punk, y también volvió a componer tanto en inglés como en castellano. En la entrevista para la revista Jenesaispop, Soleil e Igor comentaron: "Queríamos que el disco tuviera una energía desenfrenada, un poco caótica, que tuviera distintas capas y matices y que tuviera contrastes. De ahí el hecho de que haya canciones tan distintas. Rollo un disco de Beatles o Primal Scream. Al fin y al cabo el disco lo hicimos durante los meses de la euforia post-pandémica y a la vez amenazas nucleares, vuelta a los escenarios, predicciones de grandes crisis, viajes y conciertos en Alemania, México, Francia, etc… y queríamos reflejar esos extremos y documentar con la música nuestra forma personal de navegar todo este alboroto".
"Fantasía" recibió buenas críticas por parte de la prensa. En su crítica del disco, la revista española Mondo Sonoro escribió: "Saltos sonoros, caos intencionado, de la chanson française a la que nos puede llevar “Siempre estaré contigo” hasta esa anárquica “Leaving Station” en la que hay cabida para todo. Una especie de agujero de gusano capaz de devorar lo que se coloque frente a él y que resume muy bien lo que el dúo quiere conseguir con “Fantasía”. Un álbum sincero que firman para celebrar su identidad con orgullo, lo conseguido hasta ahora, más que un proyecto con una ambición por lograr un éxito concreto. Una pieza construida para ordenar un ciclo post pandémico de euforia y creatividad al que necesitaban poner nombres y apellidos."  A pocas semanas de publicar "Fantasía" el dúo embarcó en una gira de presentación del nuevo trabajo. 

## Estilo musical
El dúo se define como “DIY” debido a que toda su música esta compuesta, producida y grabada por ellos, desde su estudio de Londres. Citan a Billie Holiday, Lana Del Rey, The Weeknd, Lorde, Portishead y Manu Chao como influencias. Su música ha sido descrita como alt pop. 

## Música en medios
Varias de las canciones del dúo han sido utilizadas en campañas publicitarias, series, televisión y cine: 
- «Spinning Over You» fue la canción de la campaña publicitaria de los almacenes El Corte Inglés y forma parte de la banda sonora del cuarto capítulo de la temporada 2 de la serie Élite.[16]
- «Hierba Mala» está incluida en la banda sonora de la serie mexicana de Netflix La Casa De Las Flores, en el capítulo seis.[17]
- «Set You Free», que forma parte de su EP Midnight Sunshine de 2018, es la canción de la serie Toy Boy, estrenada en Antena 3 en septiembre de 2019.[18][19][20]
- «Your Game», forma parte de la banda sonora de la serie Toy Boy en el episodio 13, temporada 1.
- «Unbelievable»,  la versión de REYKO de la conocida canción del grupo EMF,  fue utilizada en uno de los trailers de la serie estadounidense Cruel Summer de Amazon Prime.
- «La Verdad», es la canción oficial de la campaña publicitaria del diario El País de 2022 y 2023.

## Discografía

### Álbumes
- REYKO (2020)[8]
- Pulse (2021)
- Fantasía (2023)

### EP
- Midnight Sunshine (2018)

### Premios y nominaciones
REYKO fue nominado a Artista Revelación Nacional en LOS40 Music Awards 2018.